# Jos
Jos je glavni grad nigerijske savezne države Plateau. Leži u središnjoj Nigeriji na 1200 metara nadmorske visine, 180 km sjeveroistočno od Abuje. Posljednjih je godina poprište vjerskih sukoba između muslimana i kršćana, posebice 2001., 2008. i 2010. godine.
Prema popisu iz 1991., Jos ima 510.300, a prema procjeni iz 2010. 622.802 stanovnika.

## Vanjske poveznice

### Ostali projekti
|  | Zajednički poslužitelj ima još gradiva o temi Jos |